# Італійський селянський танець
«Італійський селянський танець» (нім. Bauerntanz zweier Kinder) — німий короткометражний документальний фільм Макса Складановського. Довжина фільму 1,5 м (всього 48 кадрів). Фільм знятий на сконструйованому Складановським незалежно від Братів Люм'єр апараті для знімання і проєкції фільмів Біоскоп.
Фільм був частиною збірки Wintergarten Performances. Прем'єра відбулася в Німеччині 2 листопада 1895 року. У 1895-96 роках фільм показали в Німеччині, Голландії, Данії та Швеції.

## У ролях
- Плоетс — хлопчик
- Ларелла — дівчинка

## Сюжет
Дві дитини танцюють італійський народний танець.